# 그라이보론

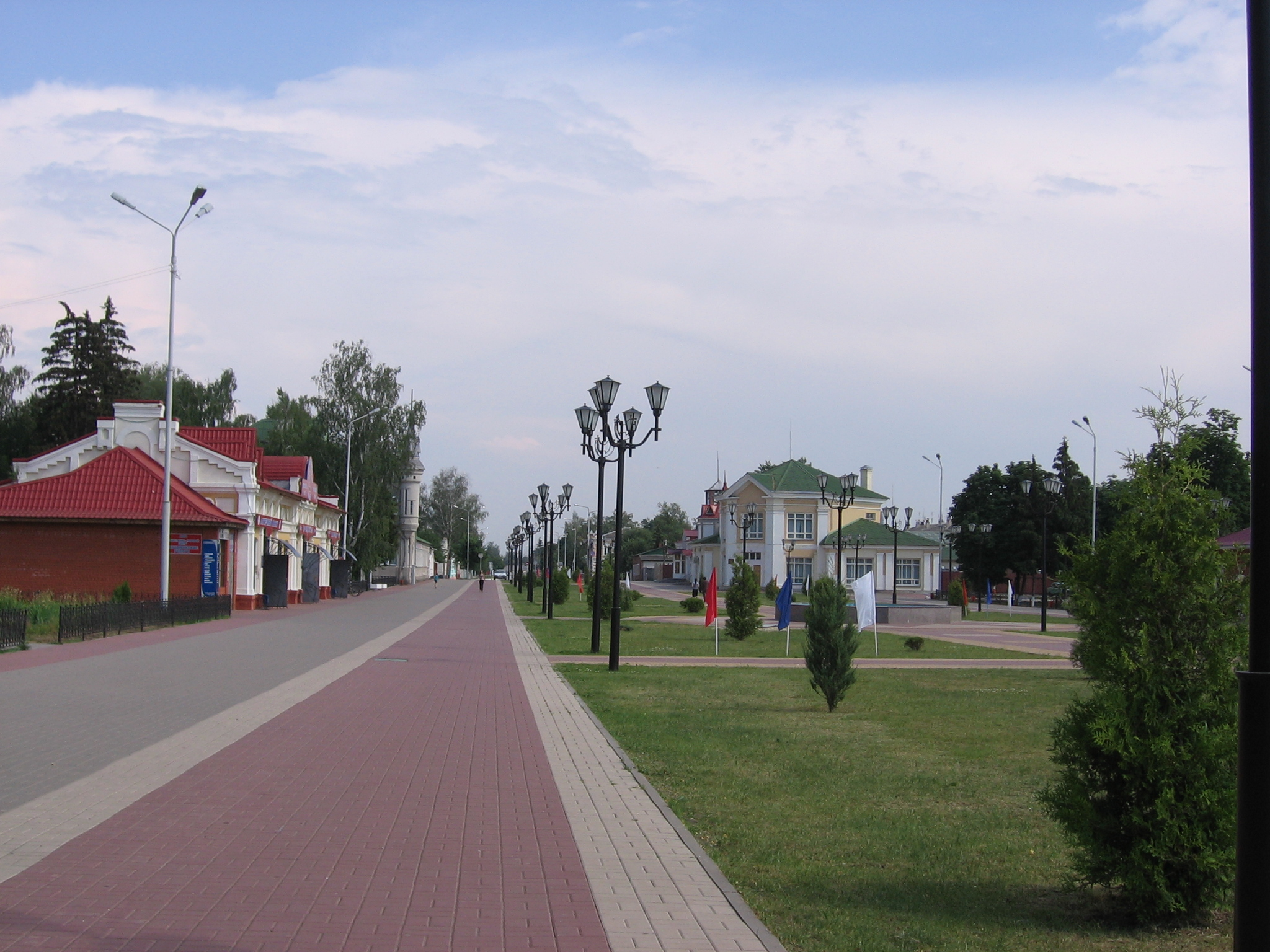

그라이보론(러시아어: Гра́йворон, 영어: Grayvoron)은 벨고로드주 그라이보론스키군에 속한 도시이름이다.
보르스클라강(드니프로강의 지류)과 그라이보론카강이 흐른다.
1678년 8월 5일에 지어졌다.
인구는 6만 명(2001년)이다.